# Charlotte Amalie
Charlotte Amalie je hlavní a největší město Amerických Panenských ostrovů, autonomního ostrovního území USA, které se nachází na ostrově svatého Tomáše. V roce 2004 mělo 19 000 obyvatel. V minulosti byl stejnojmenný přístav rájem pirátů, dnes je známým kotvištěm zábavních plaveb. Roku 2004 se na ostrově vylodilo 1,5 milionu pasažérů.
V Charlotte Amalie se nachází mnoho budov s historickým významem a také jedna z nejstarších synagog. Město založil Jørgen Iversen (od roku 1672 guvernér ostrova), jenž ho pojmenoval ma počest královny Šarloty Amálie (1650-1714), manželky dánského krále Kristiána V.